# Dawid Popławski
Dawid Popławski (ur. w 1989 r.) – polski rugbysta występujący na pozycji łącznika ataku. Zawodnik francuskiego UA Gaillac, reprezentant Polski.

## Kariera klubowa
Popławski jest wychowankiem Orkana Sochaczew, jednak już we wrześniu 2006 roku dołączył do składu młodzieżowego francuskiego zespołu RC Arras. Po dwóch sezonach przeniósł się do SC Albi, gdzie występował w zespole tzw. Nadziei (Espoirs), czyli drużynie do lat 23.
Korzystając z różnic w terminarzach lig francuskiej i polskiej, Popławski w kolejnych sezonach wspierał wybrane polskie kluby w decydujących meczach rundy finałowej. W latach 2008, 2010 i 2011 był to Orkan Sochaczew, natomiast w roku 2009 Lechia Gdańsk. Z zespołem znad Motławy w 2009 roku doszedł do finału Pucharu Polski; z Lechią jest związany również w sezonie 2011/2012, jednak nie wystąpił w ani jednym meczu rundy jesiennej. Po części było to spowodowane kontuzją kolana, jaką odniósł latem 2011 roku.
Od lipca 2011 roku Popławski jest zawodnikiem klubu UA Gaillac, który swoje mecze rozgrywa w lidze Fédérale 3, a więc piątej klasie rozgrywkowej.

## Kariera reprezentacyjna
Dawid Popławski przeszedł wszystkie szczeble kariery w juniorskich reprezentacjach Polski. Z powodzeniem występował w kadetach (2004–2005). W 2006 roku znalazł się w najlepszej piętnastce wśród kadetów według portalu rugby.info.pl; został także wyróżniony tytułem honorowego kapitana. Następnie awansował do kadry juniorów (do 18 lat), z którą w 2007 roku zagrał na Mistrzostwach Europy (3. miejsce w grupie B). Na kolejnym szczeblu wiekowym Popławski wraz z drużyną narodową zdobył (również w 2007 roku) srebrny medal na rozgrywanych w Belgii Mistrzostwach Europy. Popławski był jednym z liderów tej reprezentacji.
W reprezentacji seniorskiej zadebiutował 26 kwietnia 2008 roku w meczu z Łotwą. Polska wygrała tamto spotkanie 55:0, a sam Popławski zdobył przyłożenie.
Popławski występuje także w reprezentacji w rugby 7, wziął między innymi udział w turnieju z cyklu Mistrzostw Europy dywizji A w 2011 roku.

### Statystyki
Stan na 1 czerwca 2013 r. Wynik reprezentacji Polski zawsze podany w pierwszej kolejności.
| Drużyna narodowa | Rok  | Mecze | Punkty |
| ---------------- | ---- | ----- | ------ |
| Polska           |      |       |        |
| 2008             | 3    | 5     |        |
| 2009             | 3    | 0     |        |
| 2010             | 1    | 3     |        |
| 2011             | 2    | 8     |        |
| 2012             | —    | —     |        |
| 2013             | 2    | 0     |        |
| Suma             | Suma | 11    | 16     |

| Występy w reprezentacji Polski | Występy w reprezentacji Polski | Występy w reprezentacji Polski      | Występy w reprezentacji Polski | Występy w reprezentacji Polski | Występy w reprezentacji Polski |
| Lp.                            | Data                           | Stadion, miasto                     | Przeciwnik                     | Wynik                          | Zdobyte punkty                 |
| ------------------------------ | ------------------------------ | ----------------------------------- | ------------------------------ | ------------------------------ | ------------------------------ |
| 1.                             | 26.04.2008                     | Stadion Gwardii, Koszalin           | Łotwa                          | 55:0                           | 5 (P)                          |
| 2.                             | 10.05.2008                     | Paola                               | Malta                          | 29:16                          | 0                              |
| 3.                             | 5.10.2008                      | Stadion Budowlanych, Łódź           | Ukraina                        | 12:13                          | 0                              |
| 4.                             | 16.05.2009                     | Stadion Dinamo, Kiszyniów           | Mołdawia                       | 30:28                          | 0                              |
| 5.                             | 30.05.2009                     | Stadion Polonii, Warszawa           | Belgia                         | 14:3                           | 0                              |
| 6.                             | 25.09.2009                     | Stadion Polonii, Warszawa           | Czechy                         | 5:19                           | 0                              |
| 7.                             | 24.04.2010                     | Stadion Króla Baudouina I, Bruksela | Belgia                         | 8:29                           | 3 (K)                          |
| 8.                             | 12.03.2011                     | Narodowy Stadion Rugby, Gdynia      | Belgia                         | 28:21                          | 0                              |
| 9.                             | 16.05.2011                     | Stadion Suche Stawy, Kraków         | Holandia                       | 32:18                          | 8 (P, K)                       |
| 10.                            | 30.03.2013                     | Narodowy Stadion Rugby, Gdynia      | Ukraina                        | 13:12                          | 0                              |
| 11.                            | 1.06.2013                      | Korsängens IP, Enköping             | Szwecja                        | 11:19                          | 0                              |